# Claire Van Walleghem
Claire Van Walleghem (Brussel, 29 juli 1942 – onbekend, 22 februari 1979) was een Belgisch harpist.
Zij was dochter van zangeres Alice Van Walleghem. Ze was leerling aan de Jean Absil Muziekacademie in Etterbeek. Later volgden opleiding van Mireille Flour aan het Brussels conservatorium en Phia Berghout in Amsterdam en aan Queekhoven. Ze haalde een eerste prijs voor harp aan het Conservatorium van Maastricht en studeerde bij Jozef Molar aan het Mozarteum. Ook gaf ze concerten, recitals en speelde ze met symfonieorkesten in België. Ze was vanaf 1966 ook enige tijd harpiste van het Limburgs Symfonieorkest.
Ze was twee jaar docent aan het Koninklijk Vlaams Conservatorium in Antwerpen Ze met componist Jean Baily. Van haar en haar moeder zijn opnamen bewaard gebleven.